# Бринмаур
Бринма̀ур (на уелски: Brynmawr или Bryn-mawr) е град в Южен Уелс, графство Блайнай Гуент. Разположен е на около 30 km на север от централната част на столицата Кардиф. Добив на каменни въглища в миналото. Населението му е 5599 жители според данни от преброяването през 2001 г.